# 타냐 클락
타냐 클락(Tanya Clarke, 1972년 2월 2일 ~ )은 미국의 배우이다. 시카고에서 태어났다.

## 생애
클락은 일리노이주 시카고에서 태어났고, 그녀의 아버지인 토니 클락은 시카고 대학교에서 사회 윤리학 박사 학위를 취득했다. 두 자녀 중 장남인 그녀는 캐나다 온타리오 주 오타와에서 자랐다. 그녀의 어머니 캐럴 클락은 지역 사회 조직자로 일했으며 아버지 토니는 정치 및 환경 운동가이자 작가이다. 그녀의 오빠 크리스 클락은 고등학교 교사이자 상담사이다. 클락은 20세에 뉴욕으로 이주하여 브로드웨이, 오프 브로드웨이 및 지역 무대에서 수년 동안 공연했다. 그녀는 배우 마이클 뷰이(Michael Buie)와 약혼했으며 딸 롤라(Lola)를 두고 있다.

## 방송
- 가딩 라이트
- 원 라이프 투 리브
- 애즈 더 월드 턴즈
- NCIS: 로스앤젤레스
- 디펜더스: 유쾌한 변호사들
- 글리 (드라마)
- 하와이 파이브-0
- 에밀리의 병원 24시
- 수퍼내추럴
- 밴시 (드라마)
- 그레이 아나토미
- 메이저 크라임
- 인휴먼즈
- 로크 앤 키
- 9-1-1: 론 스타

## 영화
- 뷰티풀 마인드 (2001년 영화)
- 텐더니스 (2009년 영화)
- 라이즈 오브 가고일
- 리포맨
- 아이 캔 온리 이매진

## 비디오 게임
- 데드 스페이스 2
- 데드 스페이스 (2023년 비디오 게임)